# ماثيو بست
ماثيو بست (بالإنجليزية: Matthew Best)‏ هو موزع ومغني بريطاني، ولد في 6 فبراير 1957.

## وصلات خارجية
- ماثيو بست على موقع IMDb (الإنجليزية)
- ماثيو بست على موقع ميوزك برينز (الإنجليزية)
- ماثيو بست على موقع أول ميوزيك (الإنجليزية)
- ماثيو بست على موقع ديسكوغز (الإنجليزية)